# Roppongi

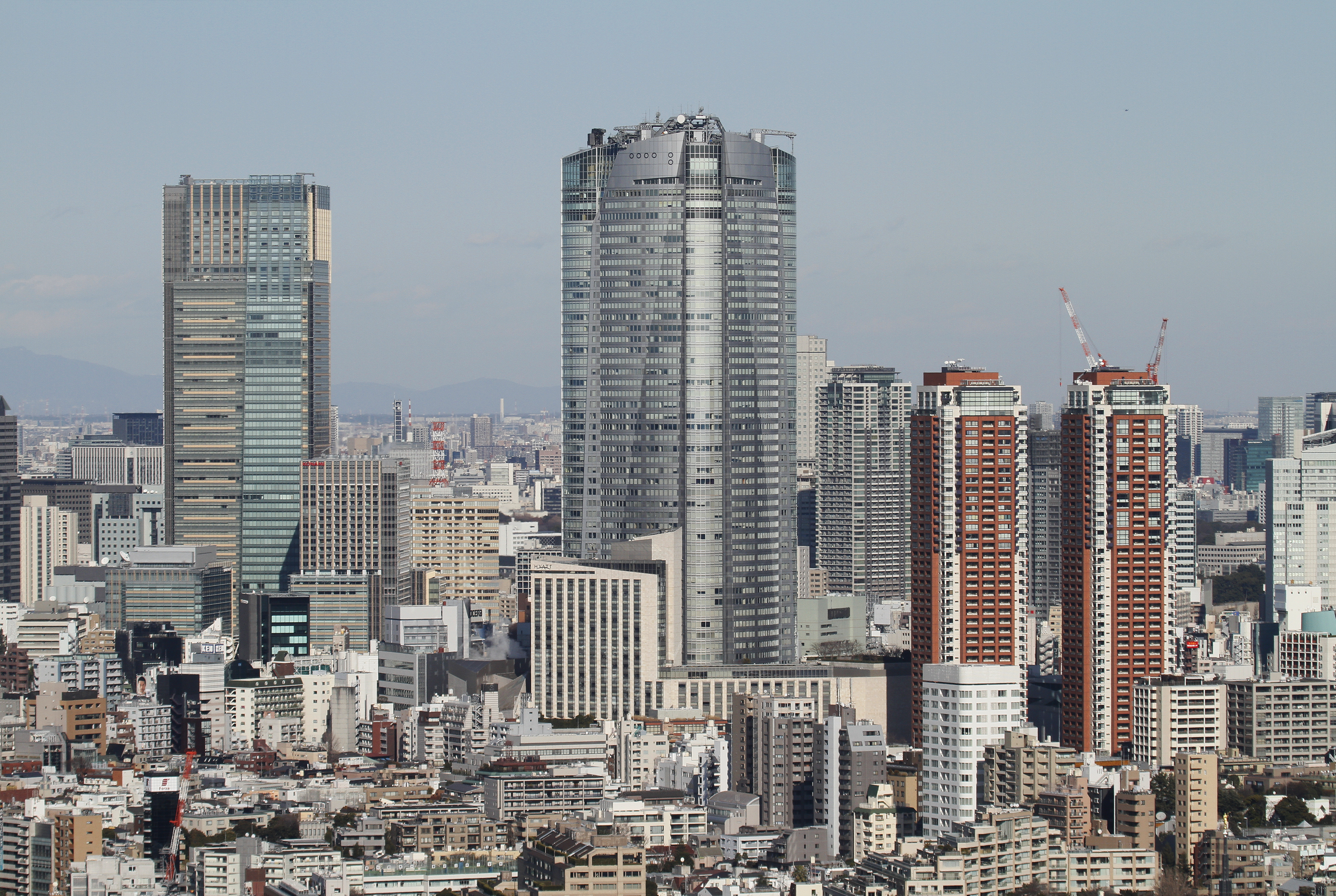
Roppongi Hills och Tokyo Midtown Tower.

Roppongi (六本木) är en stadsdel i Minato, Tokyo i Japan. Området är känt som ett rikt område med många nattklubbar och en stor närvaro av utlänningar. Roppongi Hills är ett känt område i Roppongi med bland annat Mori Tower (238 meter högt).